# Bontu Rebitu
Bontu Edao Rebitu (* 12. Dezember 1997) ist eine bahrainische Mittel- und Langstreckenläuferin äthiopischer Herkunft.

## Sportliche Laufbahn
International trat Bontu Rebitu bei den Arabischen Juniorenmeisterschaften 2014 in Erscheinung, bei denen sie in 2:11,67 min die Silbermedaille im 800-Meter-Lauf gewann. Im Jahr darauf belegte sie bei den Crosslauf-Weltmeisterschaften 2015 in Guiyang den 20. Platz im Juniorinnenrennen. In der Teamwertung gewann sie aber die Bronzemedaille. 2016 siegte sie bei den Arabischen Juniorenmeisterschaften in Tlemcen über 3000 und 5000 Meter. Damit qualifizierte sie sich für die U20-Weltmeisterschaften in Bydgoszcz, bei denen sie in 15:31,93 min die Bronzemedaille gewann. 2017 wurde sie bei den Crosslauf-Weltmeisterschaften in Kampala 65. im Einzelrennen und gewann mit dem Team erneut die Bronzemedaille. Im 5000-Meter-Lauf qualifizierte sie sich für die Weltmeisterschaften in London, bei denen sie mit 15:16,70 min in der ersten Runde ausschied. 2018 nahm sie erstmals an den Asienspielen in Jakarta teil und gewann dort in 15:36,78 min die Bronzemedaille hinter ihrer Landsfrau Kalkidan Gezahegne und der Kirgisin Darja Maslowa. Im Jahr darauf wurde sie bei den Crosslauf-Weltmeisterschaften 2019 in Aarhus in 40:26 min 64. und gewann bei den Asienmeisterschaften in Doha in 15:29,60 min die Silbermedaille hinter Landsfrau Winfred Mutile Yavi. 2022 gewann sie bei den Islamic Solidarity Games in Konya in 16:33,6 min und 32:59,19 min jeweils die Silbermedaille über 5000 und 10.000 Meter hinter der Türkin Yasemin Can. Im Jahr darauf siegte sie in 16:01,80 min und 34:43,84 min über 5000 und 10.000 Meter bei den Westasienmeisterschaften in Doha sowie anschließend in 15:02,22 min und in 31:40,02 min auch bei den Panarabischen Spielen in Algier. Ende September kam sie bei den Asienspielen in Hangzhou über 10.000 Meter nicht ins Ziel. Zudem belegte sie in 15:49,05 min den siebten Platz über 5000 Meter.

## Persönliche Bestleistungen
- 800 Meter: 2:11,67 min, 24. April 2014 in Kairo
- 1500 Meter: 4:15,07 min, 9. Juni 2017 in Belfort
- 3000 Meter: 9:08,67 min, 16. April 2016 in Manama
- 5000 Meter: 15:02,22 min, 4. Juli 2023 in Algier
- 10.000 Meter: 31:40,02 min, 6. Juli 2023 in Algier